# 萩原寿雄
萩原 寿雄（壽雄、はぎわら / はぎはら としお、1896年（明治29年）4月8日 - 1981年（昭和56年）9月5日）は、日本の農業関係者、実業家、政治家。衆議院議員。

## 経歴
神奈川県出身。1919年（大正8年）東京帝国大学農科大学実科（現・東京農工大学農学部）を卒業した。
産業組合中央会主事補、全国購買農業協同組合連合会（現・全国農業協同組合連合会）主事、同肥料部長、同常任理事、農林省一般農林水産物価格形成専門委員会専門委員、神奈川県農業会長、同県蚕糸業会長、同県販売農業協同組合連合会長などを務めた。全国購買農業協同組合連合会の創立に加わった。
1947年（昭和22年）4月の第23回衆議院議員総選挙に神奈川県第3区から国民協同党所属で出馬して当選し、衆議院議員を1期務めた。この間、国民協同党事業部長に在任した。
その他、有機肥糧専務取締役、宝運汽船社長、神奈川協同通運社長、横浜協同埠頭社長、萩原産業社長、湘南養鶏社長などを務めた。
1981年9月、脳梗塞により伊勢原市下落合の自宅で死去した。